# 查普曼岩
62°29′42.8″S 60°28′55.4″W / 62.495222°S 60.482056°W
查普曼岩（Chapman Rocks），是南極洲的岩石，它位於南設得蘭群島的利文斯頓島北部，處於西丁斯角西北面6.05公里、山貓岩東北面6.03公里、布萊克角以東12.09公里、伊拉塔伊斯角西南面7.97公里、米拉迪諾維島群西南面7.6公里、科伊納雷岩西南面7.28公里和貝爾欽岩西北面5.23公里的英雄灣中部，現時由南極條約體系管理。